# Новая российская энциклопедия

Новая российская энциклопедия

Но́вая росси́йская энциклопе́дия (НРЭ) — 19-томная универсальная энциклопедия, содержащая более 60 тысяч статей, представляющих свод информации по всем отраслям знания (страны мира, народы и языки, континенты, океаны, моря, реки и озера, животный и растительный мир, фундаментальные науки, культура, искусство, история, спорт, выдающиеся деятели и др.). НРЭ ориентирована на широкие круги читателей: от школьников и студентов до специалистов по различным отраслям знаний, деятелей культуры, политиков, предпринимателей.
Издавалась с 2003 года издательством «Энциклопедия», входящим в группу компаний научно-издательского центра «Инфра-М».
Изначально планировалась выйти в 12-томном издании, однако позже их количество увеличили до 19, а в конечном итоге издание вышло в 36 книгах. Первые два тома вышли отдельными книгами, третий том и последующие изданы — в полутомах. В январе 2018 года вышла в свет последняя вторая книга 19-го тома, в которую также вошли приложения по астрономии, биологии, географии, геологии, демографии, математике, науке, физике, химии, экологии и естественным наукам.

## Научно-редакционный совет
Главный редактор энциклопедии — академик РАН А. Д. Некипелов.
Главный редактор издательства — член-корреспондент РАН В. И. Данилов-Данильян.
Члены редакционной коллегии:
- Б. В. Ананьич
- Л. А. Аннинский
- И. А. Антонова
- Ю. Н. Балуевский
- А. М. Берлянт
- В. И. Бородулин
- А. М. Васильев
- Л. С. Глебова
- А. А. Гусейнов
- А. А. Ведерников
- В. М. Давыдов
- А. Н. Дмитриевский
- В. В. Журавлёв
- Б. Ю. Иванов
- Н. С. Касимов
- В. В. Козлов
- Б. В. Ленский
- В. В. Лунин
- В. И. Милованов
- Н. С. Мироненко
- А. И. Морозов
- А. В. Мудрик
- М. М. Наринский
- А. П. Огурцов
- В. И. Останков
- Д. С. Павлов
- Н. Р. Палеев
- М. А. Пальцев
- В. М. Прудников
- К. Э. Разлогов
- В. М. Роговой
- А. С. Скворцов
- А. М. Сточик
- Е. Я. Суриц
- В. С. Тикунов
- Ю. А. Тихомиров
- А. А. Ткаченко
- Д. С. Цап
- Ю. И. Чернов
- Н. Н. Шаповалова
- И. А. Щербаков

## График выхода и содержание томов
| Том       | Название                        | Год издания       | ISBN                   |
| --------- | ------------------------------- | ----------------- | ---------------------- |
| I         | Россия                          | 2003              | ISBN 978-5-94802-003-7 |
| II        | А — Баяр                        | 2005              | ISBN 978-5-94802-009-9 |
| III (1)   | Беар — Брун                     | 2007              | ISBN 978-5-94802-016-7 |
| III (2)   | Бруней — Винча                  | 2007              | ISBN 978-5-94802-019-8 |
| IV (1)    | Винчестер — Гамбург             | 2007              | ISBN 978-5-94802-020-4 |
| IV (2)    | Гамбургская — Головин           | 2008              | ISBN 978-5-94802-027-3 |
| V (1)     | Головин — Даргомыжский          | 2008              | ISBN 978-5-94802-022-8 |
| V (2)     | Дардан — Дрейер                 | 2008              | ISBN 978-5-94802-030-3 |
| VI (1)    | Дрейк — Зеленьский              | 2009              | ISBN 978-5-94802-031-0 |
| VI (2)    | Зелёна-Гура — Интоксикация      | 2010              | ISBN 978-5-94802-033-4 |
| VII (1)   | Интонация — Казарес             | 2010              | ISBN 978-5-94802-032-7 |
| VII (2)   | Казарки — Квазистационарный     | 2010              | ISBN 978-5-94802-001-3 |
| VIII (1)  | Квазичастицы — Когг             | 2011              | ISBN 978-5-94802-036-5 |
| VIII (2)  | Когезия — Костариканцы          | 2011              | ISBN 978-5-94802-041-9 |
| IX (1)    | Костелич — Лагос-де-Морено      | 2011              | ISBN 978-5-94802-042-6 |
| IX (2)    | Ла-гранд-Мот — Лонгфелло        | 2012              | ISBN 978-5-94802-044-0 |
| X (1)     | Лонгчен Рабджам — Марокко       | 2012              | ISBN 978-5-94802-045-7 |
| X (2)     | Марониты — Мистра               | 2012              | ISBN 978-5-94802-047-1 |
| XI (1)    | Мистраль — Нагоя                | 2013              | ISBN 978-5-94802-048-8 |
| XI (2)    | Нагпур — Нитирэн-Сю             | 2013              | ISBN 978-5-94802-050-1 |
| XII (1)   | Нитра — Орлеан                  | 2013              | ISBN 978-5-94802-053-2 |
| XII (2)   | Орлеанская — Пермь              | 2013              | ISBN 978-5-94802-054-9 |
| XIII (1)  | Пермяк — Португальские          | 2013              | ISBN 978-5-94802-055-6 |
| XIII (2)  | Португальский — Рдест           | 2013              | ISBN 978-5-94802-056-3 |
| XIV (1)   | Ре — Рыкованов                  | 2014              | ISBN 978-5-94802-059-4 |
| XIV (2)   | Рылеев — Сентиментальность      | 2014              | ISBN 978-5-94802-060-0 |
| XV (1)    | Сент-Китс и Невис — Соединённые | 2015              | ISBN 978-5-94802-061-7 |
| XV (2)    | Соединительная — Сухой          | 2015              | ISBN 978-5-94802-062-4 |
| XVI (1)   | Сухомлинов — Токонома           | 2015              | ISBN 978-5-94802-063-1 |
| XVI (2)   | Токоферолы — Ульские            | 2016 (факт. 2015) | ISBN 978-5-94802-064-8 |
| XVII (1)  | Ультразвук — Франко-Прусская    | 2016              | ISBN 978-5-94802-068-6 |
| XVII (2)  | Франкское — Цзинту              | 2016              | ISBN 978-5-94802-073-0 |
| XVIII (1) | Цзинь — Швеция                  | 2017              | ISBN 978-5-94802-088-4 |
| XVIII (2) | Швецов — Эмаль                  | 2017              | ISBN 978-5-94802-097-6 |
| XIX (1)   | Эмаль — Япет                    | 2017              | ISBN 978-5-94802-103-4 |
| XIX (2)   | Япония — Ящурки                 | 2018              | ISBN 978-5-94802-104-1 |